# Françoise Kubler
Françoise Kubler (* 1958) ist eine französische Sängerin (Sopran), die sowohl als Interpretin Neuer Musik als auch im Bereich der Improvisationsmusik hervorgetreten ist.

## Wirken
Kubler, die am Konservatorium von Strasbourg studierte und dann Cathy Berberian und Dorothy Dorow kennenlernte, gründete 1981 mit Armand Angster das Ensemble Accroche Note, das sich vor allem der Improvisation widmet. Ihr Repertoire als klassische Sängerin reicht von Franz Schubert über die klassische Moderne bis zum zeitgenössischen Repertoire. Sie hat mit Komponisten wie John Cage, Franco Donatoni, Iannis Xenakis, Robert Crumb, Henry Fourès oder György Ligeti und renommierten Klangkörpern wie dem Ensemble InterContemporain oder dem Ictus Ensemble zusammengearbeitet, auch unter der Leitung von Pierre Boulez, David Robertson oder Peter Eötvös. 
Kubler hat zahlreiche Vokalkompositionen uraufgeführt, die teilweise auch in ihrer Interpretation auf Tonträger vorliegen, etwa von Ivo Malec, Marc Monnet, Georges Aperghis, James Dillon, Annette Schlünz oder Luca Francesconi. Weiterhin arbeitete sie mit Improvisatoren wie Jean-Pierre Drouet oder Hélène Breschand. Sie lehrt am Konservatorium von Strasbourg.

## Diskographische Hinweise
- Accroche Note En Concert  (ANJ 1984, mit Armand Angster, Barre Phillips, Jean-Michel Collet)
- Accroche Note Live in Berlin (FMP 1997, mit Armand Angster)
- Drouet • Sclavis • Kubler A l’Improviste (Signature 2003)